# 朗冈
朗冈（法語：Langan，法語發音：[lɑ̃ɡɑ̃]）是法国伊勒-维莱讷省的一个市镇，位于该省中北部偏西，属于雷恩区和雷恩都会区，其市镇面积为7.8平方公里，2022年1月1日时人口数量为1090人。
朗冈是雷恩都会区的组成部分，位于雷恩市区西北，是雷恩的一个远郊卫星城。

## 行政
朗冈的邮政编码为35850，INSEE市镇编码为35144。当地居民被称为。

## 地理

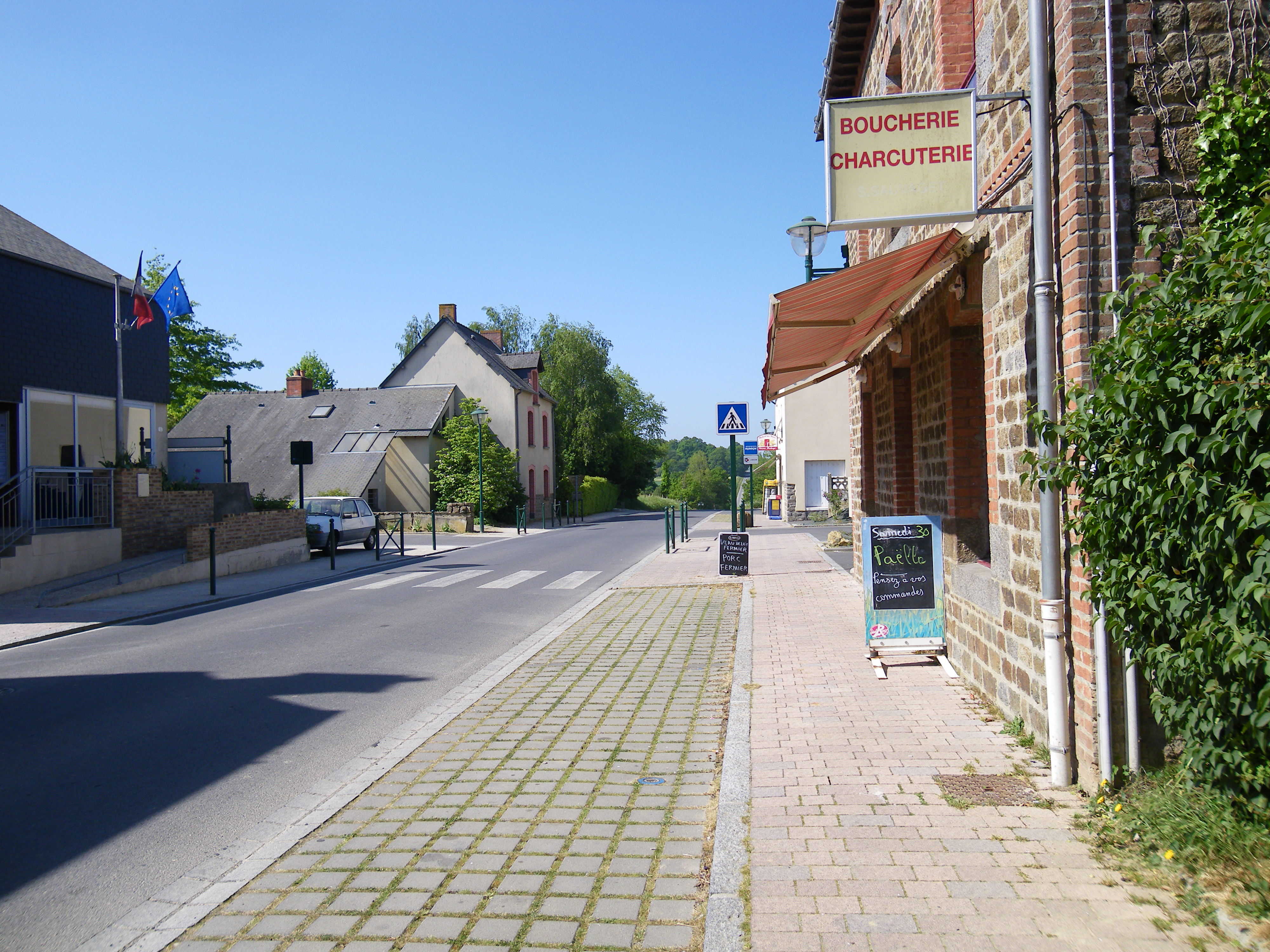
朗冈街头

朗冈（48°14'40"N, 1°51'13"W）位于法国西北部，布列塔尼大区东部和伊勒-维莱讷省中北部偏西，距离省会雷恩大约23公里。
与朗冈接壤的市镇包括：拉沙佩勒绍塞、热沃泽、朗古埃特、罗米耶。
朗冈境内地势平坦，海拔在69至124米之间。
按照柯本气候分类法，朗冈属于较为典型的温带海洋性气候，全年温差较小，降水分布均匀。

## 交通
伊勒-维莱讷省省道D25线和D80线在朗冈镇中心交汇。雷恩公交82路经过朗冈境内并设有“朗冈堡站”（Langan Bourg）。

## 政治
现任朗冈市长为达尼埃尔·伊瓦诺夫先生（Daniel Yvanoff），他是一名左翼无党派人士。

## 人口
| 年份   | 1936 | 1946 | 1954 | 1962 | 1968 | 1975 | 1982 | 1990 | 1999 | 2006 | 2007 | 2008 | 2013 | 2018  |
| ------ | ---- | ---- | ---- | ---- | ---- | ---- | ---- | ---- | ---- | ---- | ---- | ---- | ---- | ----- |
| 人口數 | 480  | 438  | 429  | 436  | 445  | 404  | 725  | 806  | 772  | 872  | 886  | 900  | 922  | 1,010 |